# Synagrops trispinosus
Synagrops trispinosus is een straalvinnige vissensoort uit de familie van acropomaden (Acropomatidae). De wetenschappelijke naam van de soort werd voor het eerst geldig gepubliceerd in 1984 door Mochizuki & Sano.